# Neotanygastrella samoana
Neotanygastrella samoana är en tvåvingeart som beskrevs av Wheeler och Kambysellis 1966. Neotanygastrella samoana ingår i släktet Neotanygastrella och familjen daggflugor.
Artens utbredningsområde är Samoa. Inga underarter finns listade i Catalogue of Life.